# At Last Bill Cosby Really Sings
At Last Bill Cosby Really Sings è un album discografico dell'attore comico statunitense Bill Cosby pubblicato nel 1974 dalla Stax Records e distribuito dalla Partee Records.

## Il disco
Si tratta del quinto album prettamente musicale, e non di stand up comedy, di Cosby, e dell'unico pubblicato su etichetta Stax. Nell'album sono presenti tra i musicisti ospiti alcuni ex membri della band di Stevie Wonder come la futura star R&B Ray Parker Jr. alla chitarra.
Una versione strumentale troncata di Kiss Me venne successivamente utilizzata come sigla della sitcom I Robinson oltre dieci anni dopo.

## Tracce
Lato 1
1. Train to Memphis
2. Kiss Me
3. No One Can Love the Way You Do
4. Dedicated to Phyllis

Lato 2
1. It's Strange
2. Put Love In Its Proper Place
3. Dance of the Frozen Lion
4. Special Lady Sweetness
5. Take Your Time

## Formazione
- Bill Cosby – voce, recitato
- Stu Gardner – piano, organo
- Ray Parker Jr. – chitarra
- Ollie E. Brown – batteria
- Rudy Johnson – flauto, sassofono
- Sylvester Rivers – pianoforte
- Alexandra Richman – pianoforte, sintetizzatore
- Michael Boddicker – sintetizzatore
- George Bohannon – trombone